# Dessert

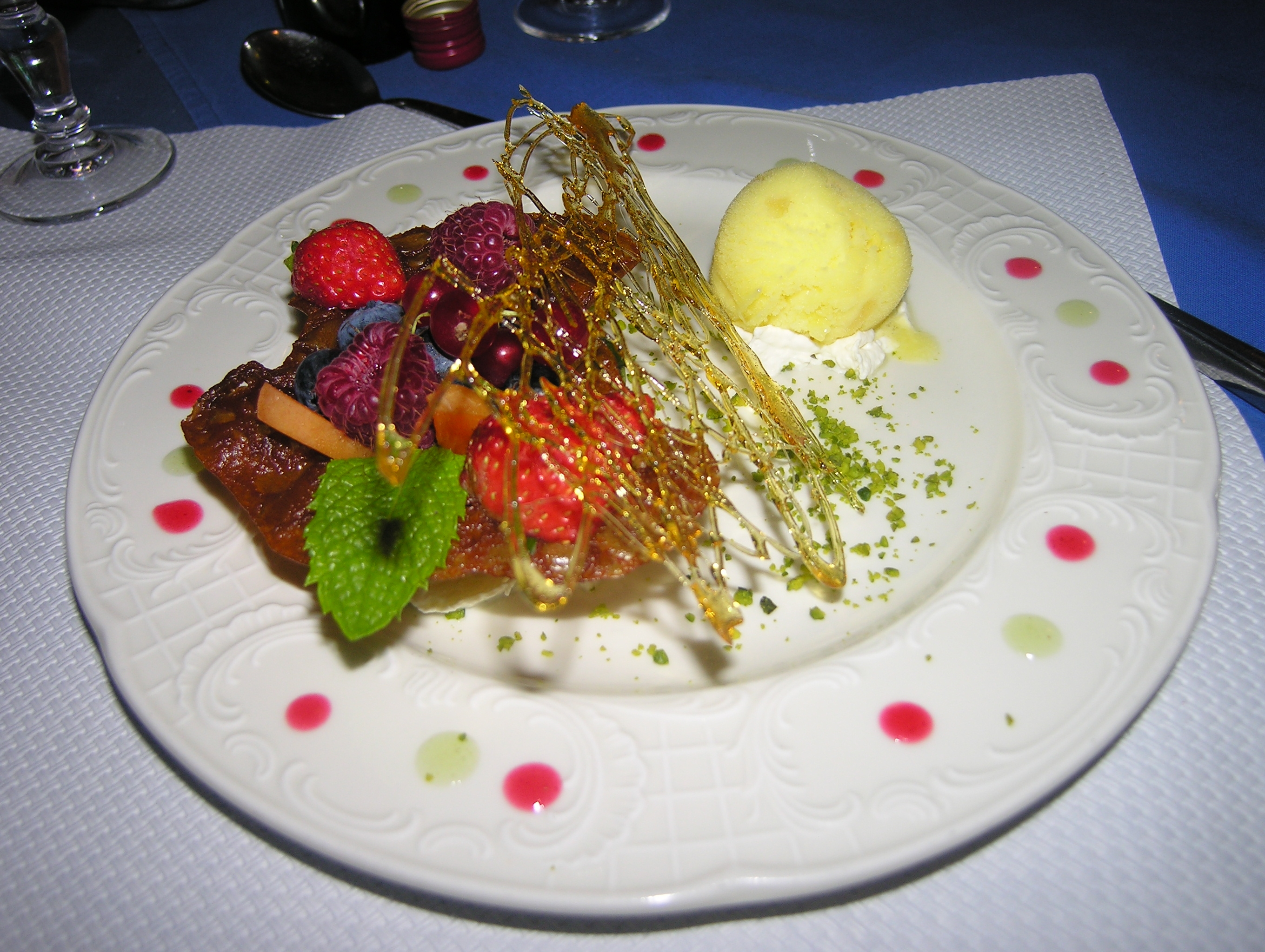
Dessert

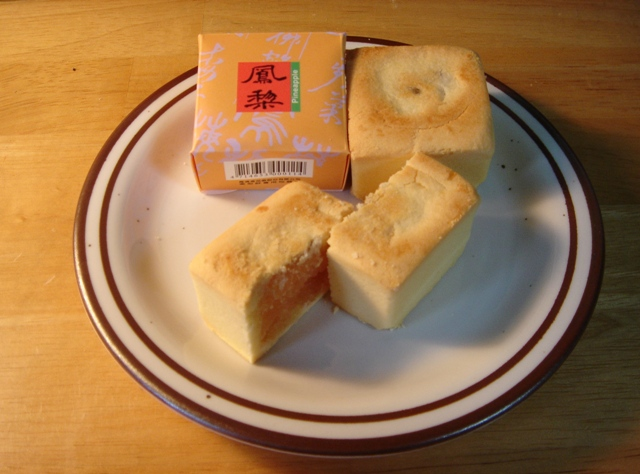
Den taiwanesiska desserten ananaskaka.

Dessert, även efterrätt, är en mindre, oftast sötad maträtt som serveras efter huvudrätten. Den kan bestå av till exempel glass, pannkaka med sylt och grädde eller äppelkaka med vaniljsås. Det kan vara bra att avsluta en måltid med efterrätt, eftersom den ökar mättnadskänslan och minimerar sötsuget mellan måltiderna.

## Etymologi
Den ursprungliga betydelsen kommer av latinets servus (slav, tjänare) med verbet servire (vara slav åt någon, tjäna någon), vilket i franskan blev servir (betjäna, även duka fram, servera). Till det finns franskans desservir, belagt redan 1393, en sammansättning med den latinska förleden dis- (itu, åtskils) och betydelsen duka av. Substantivet dessert (efterrätt), var ursprungligen det som serverades sedan huvudmåltiden var slut, servis och bordduk var borttagna. Motsvarigheten i det gamla Rom var mensa secunda, ordagrant det andra bordet, där det serverades bellaria (sötsaker, nötter, färsk eller inlagd frukt och sött vin).

## Historia
I Sverige bestod desserten efter festmåltiden ofta av gröt, kokt på gryn och mjölk. En äldre typ av dessert är pudding med söt sås. En ökad tillgång på socker innebar att bär av olika slag kunde serveras som dessert, vanligtvis i form av en kräm, som den danska och skånska rödgröten, men också som soppa (vin-, frukt-, sviskon- eller nyponsoppa) samt i pajer. Steriliseringtekniken gjorde att både inhemsk och importerad frukt kunde serveras inkokt i ett sockerlag, vilket blev en vanlig söndagsdessert med vispgrädde. Efter andra världskriget har glass blivit den vanligaste desserten i Sverige. Det har även blivit vanligt att avsluta måltiden med dessertostar och rödvin, allt efter utländsk förebild.

## Efterrätt
Efterrätt kan vara pudding, glass, pannkaka, sufflé, frukt, choklad och bakverk. Traditionella vardagsdesserter i Sverige är filbunke under sommartid, plättar och sylt och rårörda lingon med kall mjölk. Regionala efterrätter är småländsk ostkaka, bohuslänsk äggost och gotländsk saffranspannkaka.